# Tamiasciurus
Genre
Tamiasciurus est un genre de rongeurs de la famille des Sciuridés. Ces écureuils sont originaires d'Amérique du Nord.

## Répartition
T. douglasii et T. hudsonicus sont présentes au Canada et aux États-Unis tandis que T. mearnsi est endémique du Mexique.

## Liste des espèces
Selon ITIS (3 août 2017) et Mammal Species of the World (version 3, 2005)  (3 août 2017) :
- Tamiasciurus douglasii (Bachman, 1839)
- Tamiasciurus hudsonicus (Erxleben, 1777)
- Tamiasciurus mearnsi (Townsend, 1897)